# 六四事件中的廣州市
1989年春夏之交，中华人民共和国爆发全国性抗议运动，史称六四事件或八九民运，中国官方称1989年春夏之交的政治风波。期间廣州作為广东省的省會，爆發了全省最大規模的多次遊行示威，亦有抗议、罢课、集会及其他政治表达行为。这些活动多由学生、工人主导，也包含市民等群体发起，与全国范围内的抗议相呼应。參與者還包括從在廣州就學的香港、澳門學生，或專程入境聲援的香港、澳門民運支持者，以及從佛山、深圳等地過來參與的學生。六四清場後，廣州主要的交通幹道如海珠橋等被示威者堵塞。隨著局勢明朗，廣州的示威如全國其他地方一樣逐漸平息。

## 4月
4月15日胡耀邦去世後，4月20日，廣州部分學生在中山大學學生陳衛（來自四川）的帶領之下遊行悼念胡耀邦到海珠廣場。廣州市政府當局派警察到海珠廣場環形欄杆外進行合圍式警戒。陳衛是唯一發表演講的人，題目是《海珠廣場宣言》。集會結束後，以遊行的方式回校。运动期间，中山大学学生成立了学生自治会，主席为陳衛。上海世界经济导报事件之后，该报收到来自广东的声援电报、信件等。
4月22日，北京官方舉行胡耀邦追悼大會。廣東省市黨政機關在同日上午於廣州珠島賓館舉行追悼會，由廣東省委書記林若主持。數百名顧客在同日上午於廣州東山百貨大樓觀看北京人民大會堂中央大廳隆重舉行的胡耀邦追悼大會。廣州各大專院校也舉行不同形式追悼胡耀邦活動。當日，中山大學等校數萬名學生集會、遊行，有师生设置靈堂悼念胡耀邦。中山大學有200多名學生聚集海珠廣場發表演說,並高舉標語示威。此後高校學生繼續張貼大小字報，呼籲成立組織，制訂行動綱領。有的還要進行募捐，準備到各地大學進行串聯。有人在宿舍用白布制作挽联，学校饭堂前面也贴了大小字报及标语二十多张，表达希望实现民主的诉求。活动总体非常有秩序。
4月24日，北京高自聯呼籲每個學生寄出十封信給全國各地，另決定派出二百至三百學生代表前往其中包括廣州的全國十五大城市演講、聯絡。4月26日，广东高校的学生继续张贴大小字报，呼吁成立组织，制订行动纲领。有的要进行募捐，准备到各地大学进行串联。华南理工大学从4月下旬起陆续出现大、小字报。
四二六社論出台後，一名廣州青年職工發表公開信，對北京的學生會表示“得知當局正調集兩萬軍隊對付你們”而“極大憤慨”，並强烈抗議當局。4月27日，廣東省高層舉行會議，强調對學生應加强疏導和對話。也有中大學生認爲與政府對話應該有正當的渠道，避免過激的宣泄行動。大公報的報道則指有部分學生，尤其是重點院校的北方籍學生，更强調應肯定北京學生的“愛國熱情”。重點大學校園中繼續出現反貪污，反腐敗，反官僚，呼籲罷課的大字報，但總體平靜。
廣東省市黨政機關舉行傳達四二六社論精神的會議。廣州市委召開市、區（縣）、街（鎮）三級黨委書記會議在1989年4月24日~29日。會議期間，市委書記朱森林當天在大會上宣讀了四二六社論，要求“各級領導和共產黨員幹部及全市人民認真學習，深刻領會社論的精神實質，在思想上和行動上與黨中央保持一致，堅決反對動亂”。中共廣東省委常委方苞亦在4月28日於廣州珠島賓館向省六套班子成員通報部分省、市的抗議或騷亂情況，“傳達中共中央領導的重要指示精神”。廣州海珠區、天河區等黨委、區政府在同日召開領導幹部會議，傳達中央、省、市“有關反對動亂的指示精神”。4月29日，暨南大學104名研究生聯名簽署了「五四」大罷課倡議書，声援北京的学生。

## 5月
5月2日，廣州當局在廣州醫學院會議廳舉行市屬高校學生紀念「五四」座談會，市委書記朱森林，市領導張漢青、劉念祖等出席並與學生對話。廣州市屬高校學生代表近30人參加。5月3日，廣州學生繼續舉行游行。廣東省委書記林若在廣州友誼劇院，由共青團廣東省委、廣州市委官方舉行的紀念五四70周年集會中表示，理解抗議民主“消除腐敗”的訴求，廣東青年“應該珍惜安定團結的政治局面”，並希望他們“旗幟鮮明地反對動亂，自覺抵制可能誘發動亂的言論和行動，維護廣東穩定的局勢”“按照法律程序推進民主建設”。同日，广州高校爱国学生联合会（“广州高自联”）宣布成立（主席为刘俊国），以此為名義印製的傳單散發到各院校，准备第二天的五四游行，并提出“七点要求”作为诉求。
一、切實保障公民的新聞自由,要求新聞立法,開放報禁,恢復《世界經濟導報》 總編輯欽本立的職務。
二、公布國家領導人及其子女的財產及收入。
三、對「精神污染」及「資產階級自由化」兩次運動進行重新評價。
四、要求國家安全部、統戰恢部取消對中國精英知識分子的控制和監視。
五、增加教育經費 ,改善知識分子待遇。
六、盡快實現人民代表直接、自由、公正的選舉。

七、要求承認學生運動的合法性、正義性。
5月4日晚，中山大學、暨南大學、華南師大，广州美院、中山医科大学以及少数港澳学生等數千名學生從中山大學出發遊行紀念五四運動七十週年。學生在中大第四飯堂貼出“告中大同學書”，隨後遊行隊伍走出校門，向海珠廣場進發。在中山大學門口有數萬民眾圍觀，游行在校門口遇到警察攔阻，學生衝破警察封鎖線。學生糾察隊帶白袖章維持秩序。警察為維持交通秩序，不准遊行隊伍走快車道，只能沿慢車道和人行道行進。在海珠區小港新村前，公安組成警戒線，到學生隊伍到來即開路。沿途圍觀者數十萬人，使得當晚交通堵塞。遊行隊伍兩邊由學生組成的自行車隊保護，並沿途散發“告廣州市民書”。學生呼喊「要民主 」、「反對官僚」、「五四精神永存」、「擁護改革」、「打倒官倒，打倒腐敗」、「要求新聞自由」等口號，散發《七點要求》。遊行隊伍沿江南大道至海珠廣場，與在此處等候的學生匯合，一起向目的地廣東省委、省政府所在地進發，并经中國大酒店、起義路、經越秀公園門口轉入環市路，直至烈士陵園，並發表演講後返校，大概從晚上7時持續到5月5日凌晨3時。廣州電視台，廣東電視台、南方日報、羊城晚報等媒體記者大批尾隨遊行隊伍採訪。廣州市政府表示，廣州高自聯成立為非法，遊行活動也違反相關治安規定，但出於愛護學生的目的採取克制態度，希望學生“維護安定團結”。
5月16日至17日，蘇聯總統戈爾巴喬夫訪華。5月16日晚，華南師大、華南理工學院、暨南大學等3间大学的數千學生冒雨上街遊行声援北京学生。他们从石牌出发，途经天河立交桥后队伍一分为二，分别由东风路、中山路向市区进发。途中，广东工学院、中山医科大学的部分学生亦加入游行。游行队伍沿途叫包括“自由”、“民主”、“打倒官倒”、“消除腐败”等口号，并举着“声援北京”的横额。游行途中，除公安为游行维护秩序外，也有高校老师不断劝说。当晚广州市区大雨倾盆，令游行的学生被淋得浑身湿透。此后校方考虑到雨势，从学生的健康出发，派出车辆接送学生回校。但到17日早晨8时仍有41名学生留在广东省政府门前。
5月17日，从下午一时起，中山大学、暨南大学、 华南师范大学、华南理工大学、广州美术学院等21所高校以及中专12000多名學生相继走出校园, 在廣州市遊行，並集聚廣東省政府前進行演講和募捐。广州公安部门出动大批警力维持秩序,并动用了警车为陆续游行而来的学生开路。围观的市民众多,过百武警在省政府前排成三列人墙。示威者的标语横幅主要由被单、白布和白纸製作。内容包括“民主万岁”、“打倒官倒”、 “国家兴亡,匹夫有责”、 “救我学生,救我中华”、 “言论自由”等。学生们在廣東省政府门前的马路上或坐或站,高呼口号。至下午三时许,廣東省政府门前东起正南路、西至吉祥路的东风中路路段已聚集上万名学生。部分记者亦组成声援团，并有市民向學生捐款。随着中山大学少部分教师组成的“中大教师声援团”加人学生请愿行列，广东10多位著名作家亦派代表到场对学生行动表示支持,并宣布联名致电中共中央办公厅和《光明日报》总编室,声援北京绝食学生。学生代表反复宣读了《请愿书》和《告广州同胞书》。同日有6名廣州科研所的年輕人在廣東省政府門前開始絕食24小時。
儘管声援活动已持续一天，学生情緒至黄昏时分仍很高昂。当上下班高峰期到来时, 10多所大专院校的数千名学生,再次举着“新闻言论结社自由”、“民主万岁”等横额到附近马路游行。中山医科大学等的几名学生在襯衣上写着“募捐”二字,向行人募捐,不时有干部、工人和学生捐款。有的市民买了香烟、 饮料等递给学生。学生连呼“广州市民万岁”。晚8时许,学生代表向廣東省政府递交《请愿书》，并有信访部门负责人接过。近深夜时分,仍有许多学生从学校赶来。10时左右, 广州一些新闻单位的部分工作人员举着“还我新闻自由、重振中华脊梁”的横额,对游行学生表示声援。接着,又有市民举出“广州市民支持你们”的标语。学生一边欢呼一边为其让道。到18日零时左右,廣東省政府前的高音喇叭开始劝学生离去,各校都开来汽车在吉祥路、正南路等路段等待,部分学生离去后,仲恺农学院、外贸学院的近200名学生又分三批先后游行赶到, 静坐学生再起演讲高潮。一些市民还和学生们高唱《国际歌》、《国歌》和粤语歌曲 《友谊之光》。其后,围观的市民开始离去。凌晨3时,大部分学生陆续离去。至18日上午仍有約400名学生留在省府门前。
5月18日，廣州參加游行的院校由10多所增加到24所，人數達兩萬人。游行隊伍從上午開始從各校園出發，到達省政府前面靜坐，與逗留在那裏的學生回合。廣東省政府所在的東風路一帶擠滿人潮，有的学生先后返回学校,有的学生又走出校园上街。有的学生在省府门前发表演说,有的队伍离开省府门前后,在市内主要街道游行。公安继续为游行维持秩序,一支游行队伍打着横标:“警察先生,辛苦了!”。游行过程中,有的市民向学生送鲜花、饮料和食物,也有的市民抱怨交通阻塞,给工作和生活带来不便。有的中专、中技学校的部分学生也举着横额、标语,上街游行,对大学生表示声援。部分知识界、新闻界人士与科技人員也到现场,对游行学生表示声援。学生中绝食的人数也有所增加,达60多人。他們在靠近省府大门的地方围坐成一圈静坐。其中有学生因体力不支出现病情。中山医科大学、广州医学院等院校组织了医疗服务队, 到省府门前救治有病学生。有几个参加绝食的学生因体力不支被送医院救治。高校的部分教师也组成了声援团,加人游行队伍,不少高校的领导教师来到现场看望学生,劝说他們爱护身体,注意安全。到晚上10時左右,聚集在廣東省政府门前的学生越来越多（羊城晚報估計约有两万人）。他们有的呼口号,有的静坐,有的向市民募捐,有的在路旁休息,有的向围观的群众作宣传。从午夜开始,在省府门前聚集的大部分学生陆续离去返回各自学校。但至19日早晨仍有数百名学生停留省府门前。
5月19日，二萬餘名學生上街示威遊行。五十餘名學生續在「省府」前靜坐絕食。“廣州高校愛國聯合會”成立，宣稱「以南國兒女的行動支持北京」，白雲山製藥廠亦向天安門廣場絕食的大學生捐贈價值十萬元的藥品，通過中國紅十字會從白雲機場空運到北京。當晚国务院总理李鵬宣布北京戒严，同日晚上在廣州有上千大學生在廣州市政府門前集會，不滿李鵬和楊尚昆的講話。親歷者華南理工大學化機系大三張強形容當晚“華南理工的學生們群情激憤”，“我們認為他這是違反憲法、違反法律的行為，會給國家造成很大災難的”。
5月20日上午，中山大学等校七八万多名学生舉行環市游行，使沿途交通阻塞。公安派出大批人員沿途開路。由於天氣惡劣，在省政府門前靜坐的部分絕食學生已超過一百人，絕食的學生也有部分退返校園。亦有一二千名学生准备乘火车赴京被劝回。中共廣東省委、省人民政府則在同日召開省直機關廳局以上幹部大會。中共廣州市委在同日召開局以上領導幹部會議，號召“全市廣大黨員、幹部、職工、學生及居民群眾認真學習李鵬在首都黨政軍幹部大會上的講話”。廣東省人大代表劉佩瓊則稱「中央的做法（戒嚴令）是製造恐慌，令國家聲譽跌至零點，此間的投資及其他政治經濟支持都會轉離，使中國變得孤立無援」。
5月21日，廣州高校學生罷課。下午4時開始，十多所高校逾萬名學生沿著環市路、東風路、中山路等街道進行環市游行，然后在省府门前聚集。他們抗議北京戒嚴令，呼喊「踐踏憲法絕沒有好下場」、「打倒李鵬」、「鄧小平下台」等口號，打出“打倒独裁”、“打倒专制”、“李鹏犯法，违法必究”“李鹏滚下台”、「戒嚴令，獨裁的宣言，民族的恥辱」、「人民罪人請自盡以謝天下」等橫幅，並向民眾散佈香港電台的新聞報導內容。游行隊伍亦包括「廣州標緻汽車公司職工聲援團」、 「廣州市民聲援團」 及《廣州日報》、《 亞太經濟時報》的部分編輯、記者，全市交通阻塞癱瘓。廣東省府門前有三排武警席地而坐封鎖了省府的大門。 數百名學生糾察隊亦排成人牆,維持秩序。 到了晚上，人數越來越多，省府門前聚集的數萬示威者繼續從省府出發，沿倉邊路、北京路 、海珠廣場、下九路遊行，持續到次日凌晨。有学生停止绝食，此前從18日開始絕食的學生被政府安置在兩部大型客車內，有不少被送院救治，中山醫科大學、暨南大學醫學院、廣州醫學院的學生也組織醫療隊在現場進行護理。部分學生宣佈停止絕食，并被送往医院治疗。廣東與廣州紅十字會也從10間醫院組織醫療隊。同日，中山大學中文系二十二名教授副教授聯合簽名，向廣東新聞界致公開信，要求新聞界“做出表率”“報導真實情況”，“反對新聞封鎖”。
廣州工自聯亦于5月20日前後成立，受北京工自聯及香港支聯會的啟發和策劃。其核心成員包括廣州萬寶集團總經理鄧紹琛、三水強力啤酒廠總經理陳紹泰、深圳國際信託公司沈水根、暨南大學澳門學生蕭亞群和王永光，以及來自白雲山製藥廠、深圳蛇口管委會、廣州冶金工業研究所及廣州造紙廠、皮鞋廠、鋼鐵廠、化工廠以及省社會科學院、南方日報、廣州日報和佛山、珠海、江門、肇慶等地的代表共三十多人。在北京绝食之后，由香港支联会协助建立的“广州工自联”組織1000人在省政府門前靜坐聲援，并在北京戒嚴後籌集110萬元，用於包圍省政府人員的伙食、車輛及救援開支，由工自聯與學自聯聯合組織5000人日夜包圍省政府。
5月22日，續有數萬名學生和其他人士遊行，呼喊「鄧獨裁，李奴才，楊蠢才，快進棺材」、「打倒李鵬！鄧小平下台！」等口號，省政府前的戒備比此前放鬆。報道指當日市民和工人的比例“明顯增多”，但總人數相較21日減少，主要以中專學校為主，如廣州師範學校、華南理工大學、廣州粵劇學校、廣州潛水學校及花城出版社、廣東人民出版社，並有「廣州市民示威志願團」的橫幅。安置絕食學生的兩部大客車成為廣州高自聯的臨時指揮所，周圍有學生糾察隊組成的糾察隊，並由車上的高音喇叭廣播北京的消息和指示遊行路線。 廣州各高校也在各主要路口進行為北京學生募捐的活動，設立了十多個募捐點。學生領袖當日亦表示此後的游行會盡量選擇晚上時間舉行，避開交通高峯, 減少經濟損失。當晚，廣州、香港、澳門、深圳數十萬學生和各界人士在廣州，冒雨參加由廣州高自聯組織的遊行，高呼「李鵬下台」、「支持紫陽」等口號。中山大學一百三十名中共黨員幹部、教師和學者聯名發出《致中共中央公開信》，緊急呼籲中共中央「不要動用武力對付廣大學生和人民群眾」。同時香港學生聯合會組織了一批學生，到深圳與廣州學生會合。
南方日報、廣州日報、羊城晚報亦打破沈默，刊出幾百字關於學生遊行示威的消息。羊城晚報采訪了在省政府门前停留并进行讲演的学生。有學生表示决定停止游行,因为游行影响了交通。也有學生認爲主要的马路都已游行过了,市民都已经知道了，同時在採訪市民時報導表示“憂心者多”。該報亦報道，连日来由于游行时交通阻塞,广州市部分路段的粮、煤等物资运输受到影响,但“全市供应正常”，“一些公共交通线路有时受阻, 一些市民上下班受到影响, 但全市群众的生活秩序基本正常”，“一度无法通车的东风中路吉祥路口至广仁路口路段,近日通通停停”。
5月24日，李鹏与廣東省長葉選平谈话。對於中共中央領導李鵬、楊尚昆19日的講話，葉表示廣東省委常委擁護中央方針問題不大，但“廣東情況複雜，可能在幹部群眾中波動較大”。省委書記林若擁護中央決定，但“擔心廣東開放政策會變，對港澳影響大，做幹部的工作有一定難度”。而自從19日李鵬講話之後，廣州各新聞媒體都終止了對學運的報導。20日的遊行當中有數十作家和新聞工作者表示聲援，但傳媒隻字未提。部分新聞工作者對做法表示不滿，認為新聞應該反映民意，反對新聞封鎖。有報社負責人則指不報導的原因是因為怕“分寸掌握不好”而被處分。直到22日，廣州各報刊，如羊城晚報、南方日報和廣州日報在沉默數天后開始在頭版報導當天的遊行新聞，但不提及當中的標語和口號。
5月22日，廣州軍區、省軍區召開機關幹部大會，要求“全體指戰員響應黨中央、國務院的號召，團結一致，嚴守紀律，穩定局勢，保衛改革開放成果”。廣州市從化縣政協常委會在同日舉行會議，“學習李鵬總理在首都黨政軍領導幹部大會上的講話，擁護中共中央和國務院的決策，呼籲社會各界人士和衷共濟，維護安定團結”。在運動期間，由於當局徵調民航機載運軍隊赴北京，使得廣州機場的部分航班需要停駛。
5月23日，由香港十三間大專院校163名學生組成的隊伍，白天製作了三十多條橫幅，攜帶大量宣傳品。在紅磡體育館誓師後，從火車站乘火車經深圳到廣州。據港媒報導，香港學生隊伍原本預料過關可能會遇到問題，並計劃若入境深圳失敗就會在海關靜坐抗議，但其在通關時似乎獲得刻意安排，學生火車到達羅湖後，口岸聯檢大樓的公安立即為其安排入境，經過數分鐘即令全部人出關，亦無例行行李檢查。在廣州車站亦有公安人員開路，讓香港學生前往越秀賓館。
晚8时左右，各高校学生陆续汇集在省政府门前。从9时半起，包括香港澳门，以及来自深圳、佛山等地大学生在内的五十万学生、新闻界与社会人士，以“粵港澳環市大遊行”的名義从广东省政府前出发游行，以兩部配置高音喇叭的宣傳小汽车开道。隊伍打頭的汽車是廣州市某小汽車出租公司的司機“未經上級同意”開來為遊行當引路與指揮用的。隊伍前头打着中国国旗、「廣州市民志願遊行團」和“省港澳爱国民主大游行”横幅。带头的廣州社會青年沿途高呼「打倒李鵬」和「歡迎加入」等口号。當天廣州陣雨不斷，東風中路數千米的路段被人流堵塞。
遊行隊伍長達數里，並展示“李鹏戴手铐”、“大扫帚扫走小瓶子”（暗指邓小平）的海报，呼叫或展示“省港学生心连心”、“反对封锁新闻”、“打倒李鹏”、“声援北京学生”、“还政于民”、“打倒独裁”、“结束老人政治”、“调兵是动乱之举”、“逆民者亡”、“镇压学运的人绝没有好下场”、“反对军管”、“李鵬不下台、我們天天來”“民主、自由万岁”、“打倒官倒”等口号或口號，亦有人唱《国歌》、《国际歌》。遊行路線為沿东风中路、解放北路、流花路、环市路、人民路、南方大廈行进，再过人民桥，沿同福路、江南大道，折回海珠桥，最后抵达海珠广场匯合。遊行持續到次日凌晨。由於當時謠傳李鵬下台，更有人將游行名稱改為“省港勝利大遊行”，點放鞭炮慶祝。
海珠廣場在遊行開始前就開始聚集了數千市民，連同部分的學生及“廣州市民聲援團”，在場高聲討論時政，開廣播放送新聞，等待遊行隊伍到來。也有人在廣場展示「阿斗誤國華夏痛恨李鵬去，全民覺醒神州呼喚紫陽回」的對聯。晚上11時，華南理工大學的隊伍最先到達廣場，廣場上響起了歡呼聲。游行沿途有十萬市民沿途欢迎或围观游行，並且時時爆發掌聲。遊行隊伍中包括三百名專程到廣州參與的香港學聯學生（晚上八時乘火車到廣州）、佛山與深圳大學的學生和暨南大學的大部分港澳學生，以及從黃埔的廣州經濟技術開發區過來的工人隊伍。隊伍前後左右都有學生糾察隊手拉手護衛，警察亦把手各個路口疏導交通，數万輛學生和市民的單車、摩托車均露天停放在路邊直到凌晨，並未出現被盜。
在遊行過程中，也有部分團體展現出具有其特色的標語或口號，强力啤酒廠的工人口號為「强力為學生加油」、廣東醫藥學院的横幅有「李鵬得症，對政下台」，作家們的横幅宣稱「一九八九，專制末日，民主之年」，星海音樂學院的學生則吹着小號，高唱國際歌，也有一個橫幅題為“今日影訊”、借用《最後的瘋狂》電影為名，註明“由李鵬領銜主演”，“此片譽滿全球，榮獲法西斯最高獎”。香港學聯的學生舉著巨大黄色標語，引入注目，並沿途向觀眾派發複印的香港報紙資料。中山大學有人用四塊大布做成四個巨大的“醒”字，表示“廣東人民不會再沉默”。文艺单位的工作人员，羊城晚報、廣州日報、廣東電視台、珠江經濟廣播電台、中國金報、亞太經濟時報等十多個新聞單位的記者編輯，新華社駐廣州五十多個記者職員，亦到廣東省府前參與，並打出“良知、真識”、“反對新聞封鎖”、“人民有權利知道國家大事”、“要求新聞自由”的標語旗幟，也有“港澳新聞出版界”的招牌出現在遊行中，並受到群眾歡迎。有市民表示，因為北京戒嚴之後廣州報紙、電視台有關學潮的新聞基本消失了，只有通過香港的報道才能了解情況，因此遊行隊伍中亦出現「感謝香港新聞界」的巨幅標語。凌晨2时多开始,游行队伍陆续散去。三時，遊行學生陸續返校，學校沿街的大排檔因此生意興隆。
一名广州外國領事接受纽约时报采访时表示，认为廣州当时以“經濟繁榮”“商業聞名”，因此其民運的規模“出乎意料”，也有參與者受訪時指其從演講者的口音中，認爲廣州活動中最積極的參與者往往是外省籍的學生與人士。大公報的評論則認為，此前“外省人眼裏的廣州人只顧「搵」錢，不問政治”，但廣州街頭的罕見大遊行會改變人們的看法。
在多日連續的遊行中，很多市民下班後就到省府前的學運指揮部詢問北京消息和日後廣州的安排，或討論時政局勢。5月24日白天，广州市內沒有遊行，仍有二十多到一百名学生在省政府门前静坐，不时通過擴音器发表演讲作宣傳。由於下雨，圍觀市民不多。也有學生領袖表示廣州市內已經連續多日組織大規模遊行，學生和市民需要休息。駐守的“自治學聯指揮部”指，政府只要未答應學生要求，學生就不會停止組織遊行示威。高自聯亦考慮不再擴大遊行運動，以便“加強宣傳工作”，使“民主及言論自由的信息”普及到工人階層。時任香港學聯秘書長陶君行則認為香港和廣州學生的合作非常成功，並希望能夠加強聯絡，推動“全國性學生會議”。
5月24日下午四时许，八名香港妇女协进会的人举着“香港妇女声援爱国民主运动”的牌子在廣東省政府门前发表声明，支持北京学运，呼吁撤销戒严令，围观群众达五百余人。當日，廣州高自聯也進行改組，選舉出7個常委進行聯絡和組織。當中兩人來自暨南大學、中山大學、中山醫科、華南師範、華南工學院和廣東醫學院各一人。下設執行部、聯絡部、宣傳部、後勤部、財務部和學生糾察隊。
根據廣州公安局的統計，1989年4月26日到5月20日期間，廣州的刑事犯罪與上月同期相比下降。有香港媒體分析這與社會爆發運動，以及警方和學生糾察隊共同維持秩序有關。此後，北京高自聯組織的「南下民主宣傳團」亦到達廣州。5月28日白天和晚上，廣州學生和市民有千餘人從廣東省政府出發，發動響應當天“全球華人大遊行”的遊行，並有同名橫額。遊行隊伍中主要參與者包括大量的工人和社會青年，遊行到火車站時人數已大量增多。此后到30日，连续三天继续有学生游行。
5月29日，暨南大學教學秩序基本恢復，學生積極上課和備考。在省政府前絕食的六位暨大學生經過華僑醫院醫生的治療陸續康復。也有人受訪時認為表面平靜的狀態未必能維持很久，仍有港澳學生會將自己訂閱香港報紙剪貼供人們閱讀。中大、華南理工大學等校的一些教師專門安排時間，給部分同學補課。有學生希望把前段耽誤的功課補回來。5月31日，在廣東省政府前持續半個多月的學生靜坐已經結束，人員撤回校園。

## 6月
6月1日上午，十多名北京學生和一名中山大學學生打著「民主自由演講團」旗幟，在廣州美術學院演講，介紹北京學運情況并抨击中國领导人，圍觀民眾約200多人，次日中午又有18名学生舉著「北京南下演講團」橫幅先後到華南理工、華南農大演講，呼籲繼續罷課，但響應者均較少。
6月2日，廣東省高教局表示廣東四十多所高校的復課率已經達到90%，基本恢復正常的教學秩序，考試、放假均如期進行。由於遊行時間改到晚上，大部分學生仍能正常上課，即使有停課時間也不長。從5月25日後已經陸續復課。同時，部分高校成立的自治學聯在6月2日也已宣布解散。當中包括中山大學、暨南大學、廣東醫學院、華南工學院、華南師範大學。大公報評論大部分學生對學運熱情已經不高，但仍有部分廣州高自聯的人士積極進行串聯。暨南大學、深圳大學校方也計劃派人到北京勸說該校前往北京的學生返校。
廣州局勢原本已經趨於平穩，6月4日凌晨，得知北京清場消息的中山大学、暨南大学、华南工学院、华师大、华农大、中山医学院、广东教育学院等九所高校1800多名学生，加上其他市民工人數以萬計，頭綁黑巾，抬着花圈、臂戴黑纱，举着“血债要用血来还”“反对血腥镇压”等横幅、标语上街游行，并高呼这类口号。然后游行学生到广东省政府门前、海珠广场、烈士陵園等地集会讲演、静坐，悼念北京死者，有人演講，有人獻花圈，一直持续到下午，致使交通几度中断。輓聯還包括“千古奇冤，手段何絕”、“燕京喋血，為民何在，同室操戈，向國難者致哀”。廣州解放紀念碑上也拉起來巨大的黑色條幅“為愛國死難者哀悼”，並擺有許多花圈。許多學生站在塑像底座上演講和高叫口號。
下午二时，2000多名学生在海珠大桥上静坐。一批打著「廣州工人」旗幟的人士在交通要道海珠大橋阻欄車輛通行，向過往行人募捐，圍觀者數千，造成交通阻塞，數千輛機動車不能通行。廣州市主要路口和橋樑被一些學生設置了路障。原本已經準備解散的各校自治學聯全部恢復活動，呼籲學生“無限期罷課抗議”。各高校盛傳高校要被軍管，80%的學生離校回家。广州市人民政府发言人則呼籲“认清形势,和衷共济,共同维护广州市的交通秩序、生产秩序、生活秩序、工作秩序,维护广州的安定团结局面”“共同维护广州市区交通的畅通,不要受人煽动,去做危害安定团结的事情”，並指出“海珠桥是广州南北交通的主要通道,白天每小时有5000多辆机动车通过,还有大量自行车和行人往来,如果堵塞,将给全市的生产和人民生活造成极大的影响”。
一個名爲「中國保衛人權同盟」的組織（中國當局稱爲反革命組織）散發了《告全國人民書》，聲稱中共領導「憑藉在軍隊中篡奪的權力發動了一場反革命軍事政變」，呼籲「號召尚能自由活動的十三屆中央委員、七屆人大代表及政協委員趕赴廣東，成立臨時中央政府，領導全國人民平息這場反革命武裝政變」。根據當時參與遊行請願與絕食的一名親歷者所說，“因為廣東開放得比較早,看起來比較開明,連政府中的人士私下都對學運表示同情和對中央不滿”，而其從軍區大院的朋友口中得知“廣州軍區已秘密調動部隊進入廣州四郊”,是“直接來自中央軍委的命令,不受地方政府的態度所左右”。
6月5日凌晨5时许，广州高校近万名学生上街游行，围观群众达两万人。集會中人們高叫“血債血償”、“國難者不死，民主永垂”、“反對血腥鎮壓”等口號。8时30分，中山大学1000多名学生堵住海珠大桥，部分騎自行車或步行上班的市民與學生爆發爭執，有人衝開阻攔前往單位上班。也有大批廣州大學學生到海印大橋設置路障。在廣東省政府前，不斷有學生與市民聚集抗議，導致東風路和吉祥路交通阻塞。有8輛公共汽車在吉祥路口被攔截。交警嘗試指揮他們繞道行駛，被示威者包圍、辱駡，並有人與其爆發肢體衝突。主要交通路口，在市內的北京路、農林下路和海珠廣場，均有大批學生封鎖路口，致使交通中断。東風路與農林下路的交叉路口被學生圍成圓圈阻攔通行，亦有示威者繼續在海珠廣場靜坐或演講。上午11时40分，广深铁路公司石牌车站中大道口被華南工學院、华南農學院两千余名学生阻住，迫使列车中途停车，也有人在五山路與廣深鐵路交界處臥軌堵截火車，使京廣、廣深鐵路交通一度中斷。学生围车进行宣传，车上旅客丢下大批香港报纸，学生说香港旅客支持他们，遂将该车放行。一些学生声称，凡经该处列车必须停车，经他们向旅客宣传以后方可予以放行。華南工學院一百多名學生，在京廣線上臥軌抗議，以圖癱瘓交通，經多次勸告後逐漸離去。下午海印大橋的學生撤離，交通恢復。
當天市内出現排隊擠購糧食和食鹽的現象。廣州北上的火車被截斷，只可通到長沙。同時，廣州軍區駐廣州部隊進入戒備狀態，機關門口加強了門衛，部隊在營區處於戒備狀態。社會上出現大量的流言，指解放軍已經在沙河整裝待發，並有從博羅、東莞等地集結的部隊。隨後軍方指戒備主要是防止社會有人衝擊軍營，也澄清認為廣州市面平穩，不會對學校進行軍管，也無計劃介入廣州市形勢。期间华南理工大学学生亦通过私设广播点进行宣传，组织“空校”，导致大一至三年级60%的学生离校，学校停课两周。
6月5日晚，被阻塞的海珠橋、海印橋恢復通車。6月6日學生持續罷課。白天，廣州市區的交通逐漸恢復。上午有中山醫科大學、中山大學學生數十人在海珠廣場繼續宣傳演講，上萬名學生和群衆聚集海珠廣場追悼北京死者，但未造成交通堵塞。市區如中山六路和海珠路的的糧店出現排隊人龍，搶購糧食，銀行門口也出現擠提。社會上擔心若廣州戒嚴或出現缺糧現象，大多將全家定量供應的口糧一次買完。部分糧食價格如麵包也有所上升。当日，广东往湖南方向的铁路被示威者堵塞，部分铁轨被撬，致使六列客车被堵，9000余名旅客被困。暨南大学的100名学生在广州军区总部举行静坐示威，後被勸離。下午，继续有近百人打着“广州声援团”的横幅聚集在海珠桥上静坐演讲，造成交通堵塞达九小时之久。中國公安部指其为“不法分子”。
6月4-5日，廣州市政府發言人兩次呼籲市民和高校學生“同心同德維護安定團結”，針對廣州市出現擠購、搶購糧油、食鹽現象，宣告廣州市的“糧、油、煤、鹽等生活必需品庫存充裕，保證供應辦法不變”，“希望市民不要聽信謠言”。“廣州近幾天要實行軍管、戒嚴的說法是謠言，望市民、學生不要相信”。在高校內，仍然有人組織規模更小的悼念活動。暨南大學門口的天橋上，掛起七米長的橫幅對聯“悲盡長空民族英魂竟然長逝，怒凝大地中華兒女立即起來”，橫幅是寫著奠字的花圈。在廣州傳言甚多，如謠傳軍隊進城，高校軍管。很多高校學生因恐懼離校回家，也有港澳學生返回香港澳門，或外地學生到同學和親戚家躲避，更有家長從外地開車到學校接走子女。離校的學生約有三分之一（一说80%）。教學也部分停止。
據中國公安部稱，6月7日凌晨二时许，广州声援团到海珠桥下一个体户店“抢面包吃”，随后又到一个体户饭馆“要饭吃未逞”，便“砸烂饭馆牌子”，并“煽动冲击广州宾馆，砸烂宾馆门窗玻璃”。凌晨四时，广州公安“采取果断措施，清理了海珠广场和海珠桥，当场抓获19名不法分子，将80人强行带离现场审查”，其中“廣州市42人，沒有一名是產業工人，也沒有一名是學生。其餘87人均為外省和外地人”。廣州公安對堵塞交通要道海珠大橋中的129人進行審查,收審了60人。6月8日，中山大學、暨南大學等主要高校學生多已離校展開「空校運動」。美联社、法新社报道示威者过去两天所设置的路障大都已被清除。

## 另見
- 六四事件
- 六四事件中的廣東
- 六四事件中的澳門
- 六四事件中的香港
- 1989年中華人民共和國抗議地區列表